# Kastamonu
Kastamonu (hist. Kastamona, gr. Κασταμονή Kastamone) – miasto w Turcji, stolica prowincji Kastamonu.
Według danych na rok 2000 miasto zamieszkiwało 64 606 osób, a według danych na rok 2004 całą prowincję ok. 346 000 osób. Gęstość zaludnienia w prowincji wynosiła ok. 26 osób na km².